# Flevo Phantoms 2019
Questa voce raccoglie le informazioni riguardanti i Flevo Phantoms nelle competizioni ufficiali della stagione 2019.

## Eredivisie 2019

### Stagione regolare
| Groninga 16 febbraio 2019, ore 14:00 | Groningen Giants | 14 – 12 (0-0 14-0 0-6 0-6) referto | Flevo Phantoms | Sportpark Corpus den Hoorn |

| Almere 3 marzo 2019, ore 14:00 | Flevo Phantoms | 12 – 13 referto | Hilversum Hurricanes | Sportpark de Marken |

| Almere 17 marzo 2019, ore 14:00 | Flevo Phantoms | 6 – 69 referto | Amsterdam Crusaders | Sportpark de Marken |

| Arnhem 31 marzo 2019, ore 14:00 | Arnhem Falcons | 40 – 14 referto | Flevo Phantoms | Sportpark Cranevelt |

| Almere 13 aprile 2019, ore 19:00 | Flevo Phantoms | 19 – 14 referto | Arnhem Falcons | Sportpark de Marken |

| Almere 21 aprile 2019, ore 14:00 | Flevo Phantoms | 35 – 9 referto | Utrecht Dominators | Sportpark de Marken |

| Almere 5 maggio 2019, ore 14:00 | Flevo Phantoms | 3 – 6 referto | Lightning Leiden | Sportpark de Marken |

| Lelystad 19 maggio 2019, ore 14:00 | Lelystad Commanders | 48 – 33 referto | Flevo Phantoms | Sportvereniging Batavia 90 |

| Loosdrecht 1º giugno 2019, ore 19:00 | Hilversum Hurricanes | 33 – 6 referto | Flevo Phantoms |  |

| Amsterdam 15 giugno 2019, ore 19:00 | Amsterdam Crusaders | 76 – 0 referto | Flevo Phantoms | Sportpark Sloten |

## Statistiche di squadra
| Competizione      | %Vittorie | In casa | In casa | In casa | In casa | In casa | In casa | In trasferta | In trasferta | In trasferta | In trasferta | In trasferta | In trasferta | Totale | Totale | Totale | Totale | Totale | Totale |
| Competizione      | %Vittorie | G       | V       | N       | P       | Pf      | Ps      | G            | V            | N            | P            | Pf           | Ps           | G      | V      | N      | P      | Pf     | Ps     |
| ----------------- | --------- | ------- | ------- | ------- | ------- | ------- | ------- | ------------ | ------------ | ------------ | ------------ | ------------ | ------------ | ------ | ------ | ------ | ------ | ------ | ------ |
| Stagione regolare | .200      | 5       | 2       | 0       | 3       | 75      | 111     | 5            | 0            | 0            | 5            | 65           | 211          | 10     | 2      | 0      | 8      | 140    | 322    |
| Totale            | .200      | 5       | 2       | 0       | 3       | 75      | 111     | 5            | 0            | 0            | 5            | 65           | 211          | 10     | 2      | 0      | 8      | 140    | 322    |